# 15-cm-sIG 33 (Sf) auf Pz. II
Das 15-cm-s.IG 33 B (Sf) auf Fgst. Pz. II war eine Artillerie-Selbstfahrlafette der Wehrmacht, die in einer Kleinserie gebaut und in Nordafrika im Fronteinsatz erprobt wurde.

## Entwicklung
Nachdem die Wehrmacht 1940, noch vor Beginn des Westfeldzuges plante, in Panzerdivisionen zukünftig motorisierte Infanteriegeschütze einzusetzen, hatte das Heereswaffenamt verschiedene Entwicklungen auf den Weg gebracht. Kurzfristig wurde das schwere Infanteriegeschütz 33 (15-cm-sIG 33) auf das Fahrgestell des Panzerkampfwagen I Ausf. B montiert, es entstand die Selbstfahrlafette 15-cm-sIG 33 (Sf) auf Pz. I B, die schon vor der Auslieferung an die Truppe im April 1940 als Übergangslösung erkennbar war. Doch eigentlich wollte man ein deutlich flacheres Fahrzeug, das auch über längere Zeit in der Lage war, den einwirkenden, physikalischen Kräften standzuhalten, und welches besser in der Lage sein würde, jenseits von Straßen zu operieren. Eine besondere Herausforderung bei der Montage des schweren Infanteriegeschützes 33 lag in der technischen Konstruktion des Geschützes selbst. Um das erhebliche Gewicht des Rohres beim Höhenrichten auszugleichen, hatte man am Lafettenschwanz starke Federn verbaut. Somit war die Unterlafette, abgesehen von den Rädern, für die Funktion der Waffe unerlässlich.
Das Heereswaffenamt hatte deshalb bei Alkett, wo man sich auch mit dem Fahrzeug auf Basis des Panzer I beschäftigte, eine Lösung auf dem Fahrgestell des Panzerkampfwagen II beauftragt. Anfang 1940 wurde zuerst ein Geschütz mit Rädern auf einem Panzer II montiert. Ein erster Schießtest hatte ergeben, dass beim Schuss in der höchsten Winkelgruppe die gesamte Kraftbelastung von neun Tonnen auf die beiden letzten Laufrollen des Fahrwerks wirkte. Dadurch, dass in diesem Entwurf das Geschütz relativ weit hinten montiert war, entstand eine inakzeptable Wippbewegung des Fahrzeugs.
Der zweite Schießversuch am 13. Juni 1940 wurde mit einem Geschütz ohne Räder vorgenommen, wodurch die Wiege in einer Höhe von circa zwei Meter lag. Im Flachfeuer auf 1000 m wurden beeindruckende Ergebnisse erzielt. Bei dem Fahrzeug handelte es sich immer noch um das unveränderte Fahrgestell des Panzerkampfwagen II. Und am 18. Februar vermerkte General Halder, dass die Raumverhältnisse in diesem Entwurf so problematisch seien, dass man innerhalb vier Monaten ein völlig neues Fahrzeug schaffen wolle und erst im Folgejahr mit einer Serienfertigung rechnete.
Alkett entwickelte ein Fahrzeug aus Bauteilen des Panzerkampfwagen II. Es war länger (+60 cm) und breiter (+32 cm), als ein aktueller Panzerkampfwagen II Ausf. F und damit natürlich auch schwerer. Die Wanne hatte eine Stärke von 30 mm und der Schutzschild für das Geschütz war mit 14,5 mm S.m.K.-sicher ausgeführt. Nach oben war das Fahrzeug offen. Das Gefechtsgewicht mit vier Mann Besatzung und Munition erreichte 12 t. Um für die lange Unterlafette Platz zu schaffen, wurde ein wassergekühlter Büssing-NAG-Motor, der L 8 V, am Heck quer eingebaut. Die Kardanwelle verlief auf der rechten Seite nach vorn zu den Antriebs- und Steuerelementen, die vom Panzer II stammten. Die Höchstgeschwindigkeit lag bei 45 km/h und die Reichweite gerade einmal bei 100 km auf der Straße. Das Laufwerk wurde vollständig vom Panzer II übernommen, doch für die längere Wanne wurde eine weitere Laufrolle hinzugefügt.
Das schwere Infanteriegeschütz konnte in gleicher Weise eingesetzt werden wie im Kraftzug und war nicht durch den Einbau in seiner Leistung beschränkt.

## Geschichte
Vom neuen Fahrzeugentwurf wurde eine Versuchsserie bestellt, die ab August 1941 ausgeliefert werden sollte. Mit der Planung, dass Alkett am 15. September die bestellten zwölf Fahrzeuge ausliefern würde, wurden von der Wehrmacht im September 1941 zwei neue Kompanien aufgestellt. Diese folgten in der Nummerierung den Verbänden, die mit den 15-cm-sIG 33 (SF) auf Pz. I B ausgerüstet worden waren. Alkett lieferte letztlich sieben Fahrzeuge im Dezember 1941 und fünf im Januar 1942 aus.

### Schwere Infanteriegeschütz-Kompanie (mot. S) 707
Aufgestellt am 12. September 1941, wurde die Einheit für den Tropeneinsatz in Nordafrika ausgerüstet. Die Verlegung nach Libyen erfolgte im April 1942. Vier Selbstfahrlafetten trafen am 4. April in Bengasi ein, zwei weitere am 15. April in Tripolis, je ein Geschütz war auf einem Schiff transportiert worden. Die letzten Stabsfahrzeuge kamen schließlich am 24. April an. Schon am 18. April verlegten erste Teile der Kompanie an die Front zur vorläufigen Unterstützung des leichten Infanterieregimentes 200, ab dem 24. April war die Kompanie dem leichten Infanterie-Regiment 155 zugeordnet.

### Schwere Infanteriegeschütz-Kompanie (mot. S) 708
Aufgestellt am 18. September 1941, wurde auch diese Einheit für den Tropeneinsatz in Nordafrika ausgerüstet. Die Verlegung nach Afrika erfolgte im Februar 1942. Die Selbstfahrlafetten waren jeweils zu Fahrzeugen auf einem Schiff am 23. Februar in Tripolis eingetroffen. Am 8. März erreichte die Kompanie Bengasi und der Kommandeur meldete, dass er zwei Tage für Reparaturen an den Motoren seiner Fahrzeuge benötige. Es fehlten offensichtlich Ersatzteile für die Fahrzeuge. So wurde am 20. März ein Soldat nach Berlin geschickt, um für zwei ausgefallene Geschütze Teile zu organisieren. Ein Marsch durch die Wüste nach Segnali-Süd bereitete der Kompanie große Probleme, sodass im Anschluss die technischen Probleme offiziell gemeldet wurden.

### Technische Probleme
Der Entwurf der 15-cm-s.IG 33 B (Sf) auf Fgst. Pz. II wurde in einer Meldung von Major (Ing.) Littmann, der vom Kommandeur der 90. leichte Infanterie-Division beauftragt war, die Fahrzeuge in Segnali-Süd zu inspizieren, recht kritisch gesehen. Nachdem am 16. Mai beide zugeordneten Kompanien nicht eingesetzt werden konnten, wurde dieser Bericht an die übergeordnete Panzer-Armee Afrika geschickt, der auf Fehler des Entwurfs verweist: Insbesondere eine unbrauchbare Motorisierung, die in der Wüste überhitzte, und die ungenügende Kühlvorrichtung wurden angesprochen. Ebenso wurde gemeldet, dass es an Transportgerät für ausgefallene Fahrzeuge fehlte.
Die Werkstatt des Panzer-Regiments 5 musste einspringen und ausgefallene Fahrzeuge instand setzen. Bereits am 20. Mai wurde dringend ein Spezialist von Alkett angefordert, der in Nordafrika bei der Instandsetzung helfen sollte.
Bei nordafrikanischen, sommerlichen Temperaturen von 60 °C in der Sonne fielen Fahrzeuge gelegentlich schon wieder aus, nachdem diese einige Kilometer aus der Werkstatt gefahren waren. Die wassergekühlten Motoren überhitzen nach kurzer Betriebszeit, die Lüfter der Kühlung waren, so wie diese konzipiert wurden, schnell mit dem von den Ketten aufgewirbelten Staub zugesetzt. Der Bericht endet mit der Schlussfolgerung, dass das Fahrzeug in seiner jetzigen Form nicht für den afrikanischen Kriegsschauplatz geeignet ist.
Die Panzer-Armee Afrika meldet in ihrem Stärkenachweis vom 23. Oktober 1942 noch acht Fahrzeuge auf, doch es ist nicht erkennbar, ob die Fahrzeuge einsatzbereit waren. Alle acht Fahrzeuge werden als Verlust in der Meldung vom 2. Dezember 1942 gemeldet. In britischen Berichten finden sich Vermerke, dass sechs Fahrzeuge in zerlegtem Zustand beim deutschen Rückzug in einer Panzerwerkstatt zurückblieben und dort vorgefunden wurden.
Faktisch endet hiermit die Geschichte des Fahrzeugs, da keine weiteren Aktivitäten mehr dokumentiert sind, welche auf Versuche hindeuten, das 15-cm-sIG auf einem Panzer II-Fahrgestell zu montieren.

### Nachfolge
Als das Projekt auf Basis des Panzers II als gescheitert betrachtet werden musste, war es Skoda gelungen, das 15-cm-sIG 33 soweit umzubauen, dass es als 15-cm-sIG 33/1 in das Fahrgestell des Panzerkampfwagen 38 (t) eingebaut werden konnte. Somit wäre der unmittelbare Nachfolger, als Fahrzeug mit dem 15-cm-sIG, normalerweise das 15-cm-schweres Infanteriegeschütz 33 (Sf.) auf Panzerkampfwagen 38(t) Ausf. H geworden.
Die Kriegslage im Osten machte jedoch einige Planänderungen erforderlich, alle Fahrzeuge von BMM waren Ende 1942 auf höchste Anweisung als Panzerjäger auszuführen. Gleichzeitig meldete die 6. Armee aus Stalingrad den sofortigen Bedarf für ein Fahrzeug, mit einer Bewaffnung wie dem 15-cm-sIG 33, welches vollgepanzert die schweren Kämpfe im urbanen Raum der verwüsteten Stadt unterstützen konnte.
Deshalb wurde das nächste Fahrzeug, nun mit dem 15-cm-sIG 33/1, das eigentlich für die geplante neue Selbstfahrlafette entwickelt worden war, die nächste Improvisation, das Sturminfanteriegeschütz 33.

## Anmerkung
Keines der Fahrzeuge ist heute noch vorhanden, sodass einige Detailfragen bislang ungeklärt geblieben sind. Insbesondere die Lagerung der Munition ist eine ungelöste Frage und bleibt trotz der Auswertung zahlreicher in den vergangenen Jahren entdeckter Fotografien spekulativ. Viele Erkenntnisse zum Fahrzeug sind heute der modellbauerischen Recherche zu verdanken.

## Technische Daten
- Gewicht:  12 t
- Länge: 5,48 m
- Breite: 2,60 m
- Höhe: 1,98 m
- Motor: V8-Benzinmotor Büssing-NAG, 155 PS
- Geschwindigkeit: 40 km/h
- Bewaffnung: 150 mm schweres Infanteriegeschütz 33
- Panzerung: 20 mm vorn, 10 mm seitlich
- Besatzung: 4 Mann
- Baujahr: 1941–1942
- Stückzahl: 12 Stück

## Einzelnachweise

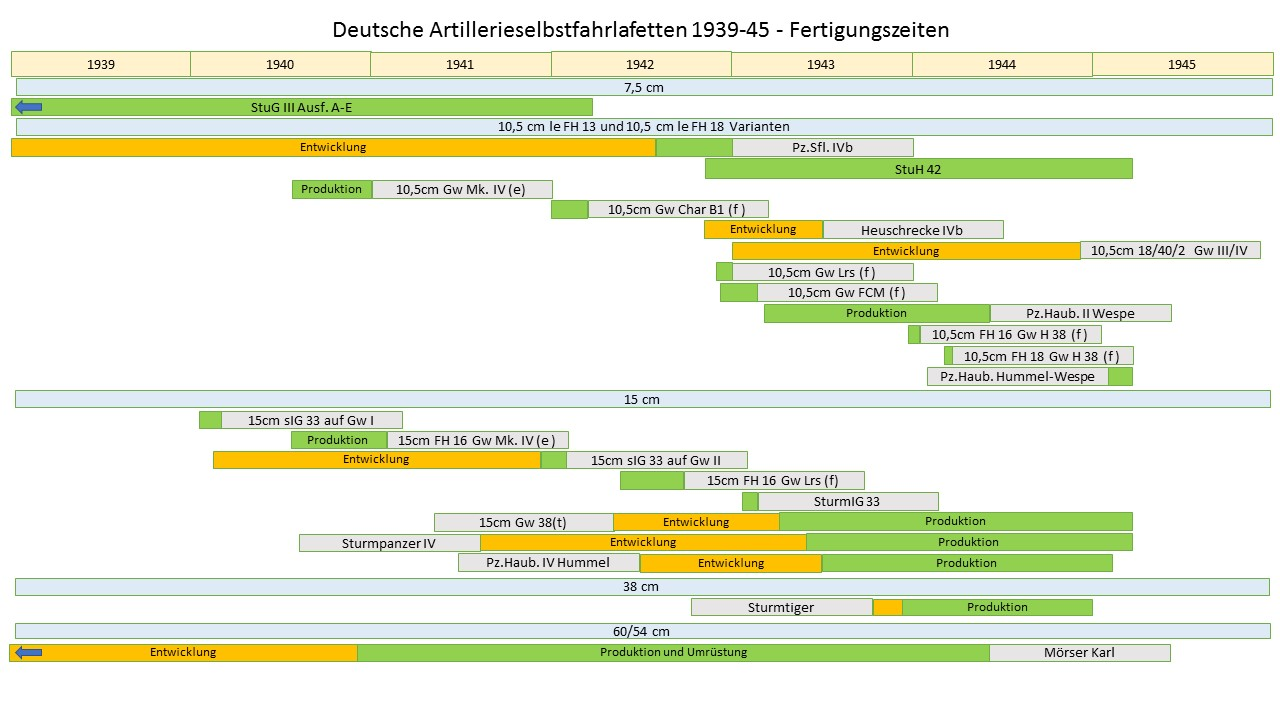